# Troy Stecher
Troy Stecher, född 7 april 1994, är en kanadensisk professionell ishockeyback som spelar för Arizona Coyotes i NHL.
Han har tidigare spelat på NHL-nivå för  Los Angeles Kings, Detroit Red Wings och Vancouver Canucks och på lägre nivåer för Utica Comets i AHL och North Dakota Varsity Athletics/Fighting Hawks (University of North Dakota) i National Collegiate Athletic Association (NCAA).
Stecher blev aldrig draftad av någon NHL-organisation.

## Statistik
| 2007–2008   | Richmond Blues                 | PCBHL       | 61  | 4  | 16 | 20 | 20  | —  | — | — | —  | —  |
| 2008–2009   | Richmond Blues                 | PCBHL       | 71  | 17 | 51 | 68 | 30  | —  | — | — | —  | —  |
| 2009–2010   | Greater Vancouver Canadians    | BC MML      | 38  | 4  | 27 | 31 | 22  | 5  | 1 | 1 | 2  | 6  |
| 2010–2011   | Penticton Vees                 | BCHL        | 54  | 5  | 15 | 20 | 47  | 9  | 2 | 3 | 5  | 6  |
| 2011–2012   | Penticton Vees                 | BCHL        | 53  | 5  | 37 | 42 | 42  | 15 | 2 | 8 | 10 | 8  |
| 2012–2013   | Penticton Vees                 | BCHL        | 52  | 8  | 39 | 47 | 40  | 15 | 0 | 6 | 6  | 10 |
| 2013–2014   | North Dakota Varsity Athletics | NCAA        | 42  | 2  | 9  | 11 | 14  | —  | — | — | —  | —  |
| 2014–2015   | North Dakota Varsity Athletics | NCAA        | 34  | 3  | 10 | 13 | 22  | —  | — | — | —  | —  |
| 2015–2016   | North Dakota Fighting Hawks    | NCAA        | 43  | 8  | 21 | 29 | 37  | —  | — | — | —  | —  |
| 2016–2017   | Vancouver Canucks              | NHL         | 71  | 3  | 21 | 24 | 25  | —  | — | — | —  | —  |
|             | Utica Comets                   | AHL         | 4   | 0  | 1  | 1  | 4   | —  | — | — | —  | —  |
| 2017–2018   | Vancouver Canucks              | NHL         | 68  | 1  | 10 | 11 | 35  | —  | — | — | —  | —  |
| 2018–2019   | Vancouver Canucks              | NHL         | 78  | 2  | 21 | 23 | 32  | —  | — | — | —  | —  |
| 2019–2020   | Vancouver Canucks              | NHL         | 59  | 3  | 7  | 10 | 32  | —  | — | — | —  | —  |
| NHL totalt  | NHL totalt                     | NHL totalt  | 276 | 9  | 59 | 68 | 124 | —  | — | — | —  | —  |
| AHL totalt  | AHL totalt                     | AHL totalt  | 4   | 0  | 1  | 1  | 4   | —  | — | — | —  | —  |
| NCAA totalt | NCAA totalt                    | NCAA totalt | 119 | 13 | 40 | 53 | 73  | —  | — | — | —  | —  |